# Muharema
Muharema je žensko osebno ime.

## Izvor imena
Ime Muharema je ženska oblika moškega osebnega imena Muharem.

## Različice imena
Harka, Muša, Muška

## Pogostost imena
Po podatkih Statističnega urada Republike Slovenije je bilo na dan 31. decembra 2007 v Sloveniji število ženskih oseb z imenom Muharema: 48.